# Holloway Prison
Her Majesty’s Prison Holloway (HMP Holloway) war ein Frauengefängnis in der Parkhurst Road im Stadtteil Holloway des nördlichen Londoner Bezirks Islington.

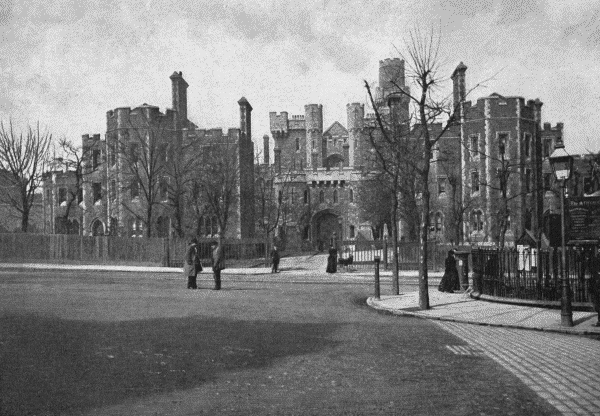
Holloway Prison, um 1896

## Geschichte
Das burgartige ursprüngliche Gebäude des Gefängnisses wurde nach einem Entwurf des Architekten James Bunstone Bunning (1802–1863) errichtet; die sechs Flügel waren nach dem Panoptikum-Prinzip angeordnet. Das Gefängnis wurde 1852 als Männer-, Frauen- und Jugendgefängnis der Stadt London (City Prison) eröffnet, wurde aber wegen des wachsenden Bedarfs an Gefängnisplätzen für weibliche Gefangene um 1902 zu einem reinen Frauengefängnis umgewandelt.
1896 war Leander Jameson, der Anführer des Jameson Raid, hier inhaftiert. Er wurde zu 15 Monaten Haft verurteilt, von denen er jedoch nur fünf Monate absaß.
Zu den Gefangenen zählten auch Suffragetten wie Charlotte Despard, Constance Markievicz, Hanna Sheehy-Skeffington, Ethel Smyth sowie die Schwestern Frances und Margaret McPhun. Im Zweiten Weltkrieg verbrachten der faschistische Parteivorsitzende Oswald Mosley und seine Frau Diana einige Zeit als Internierte in einem Haus auf dem Gelände des Gefängnisses. Im 20. Jahrhundert fanden in Holloway fünf Hinrichtungen statt, darunter die von Edith Thompson (1923) und Ruth Ellis (1955).
Von 1971 bis 1985 wurde das Gefängnis vollständig neu errichtet und konnte dann bis zu 495 Gefangene aufnehmen. 2016 wurde Holloway Prison geschlossen.

## Holloway Prison als Motiv der populären Kultur
Die britische Band Bush veröffentlichte das Lied Personal Holloway über das Gefängnis auf ihrem Album Razorblade Suitcase, die Band Marillion das Lied Holloway Girl auf dem Album Seasons End. Die britische Band The Kinks beschreibt in ihrem Song Holloway Jail auf ihrem Album Muswell Hillbillies das Leben einer jungen Frau, die in Holloway einsitzt.
Eine Figur aus dem Film Cube ist nach dem Gefängnis benannt.